# میشائل هانکه
میشائل هانِکه (به آلمانی: Michael Haneke) (زادهٔ ۲۳ مارس ۱۹۴۲) کارگردان اتریشی است. او تاکنون فیلم‌هایی به زبان‌های آلمانی، فرانسوی و انگلیسی ساخته‌است. فیلم‌های او اغلب مشکلات جامعه مدرن را به تصویر می‌کشند. هانِکه یک جایزه اسکار بهترین فیلم خارجی‌زبان همچنین دو نخل طلای کن و بسیاری جوایز معتبر جهانی دیگر را در کارنامه دارد.

## زندگی‌نامه
هانکه در مارس ۱۹۴۲ در مونیخ زاده شد. در رشته‌های فلسفه، روان‌شناسی و تئاتر در وین تحصیل کرده و از ۱۹۶۷ تا ۱۹۷۰ به عنوان نمایشنامه‌نویس در زودوستفونک کار کرده و از ۱۹۷۰ با نوشتن و کارگردانی فیلم تلویزیونی بعد از لیورپول وارد دنیای فیلمسازی شد. هانکه همزمان در تئاترهای اشتوتگارت، دوسلدورف، فرانکفورت، هامبورگ مونیخ، برلین و وین نمایش‌های متعددی روی صحنه برده و در فاصله ساخت فیلم‌هایش به تدریس در آکادمی فیلم وین نیز پرداخته‌است. او تاکنون فیلم‌هایی به زبان‌های آلمانی، فرانسوی و انگلیسی ساخته‌است. فیلم‌های او اغلب مشکلات جامعه مدرن را به تصویر می‌کشد.

## جوایز
وی در شصت و دومین و شصت و پنجمین دوره‌های جشنواره فیلم کن با فیلم‌های روبان سفید و عشق به عنوان برنده نخل طلا برگزیده شد.
در هشتاد و پنجمین دوره جوایز اسکار فیلم عشق او نامزد دریافت جایزه اسکار بهترین کارگردانی، بهترین فیلمنامه غیراقتباسی و بهترین فیلم خارجی شد و جایزه آخر را دریافت کرد.

## فیلم‌شناسی

### فیلم‌های تلویزیونی
| سال  | عنوان | یادداشت                               |
| ---- | ----- | ------------------------------------- |
| ۱۹۹۳ | عصیان | اقتباس از رمان عصیان نوشته یوزف روت   |
| ۱۹۹۷ | قصر   | اقتباس از رمان قصر نوشته فرانتس کافکا |

### فیلم‌های بلند
| سال  | عنوان                     | یاداشت |
| ---- | ------------------------- | --- |
| ۱۹۸۹ | قاره هفتم                 | جشنواره فیلم لوکارنو—یوزپلنگ برنزی جشنواره بین‌المللی فیلم فلاندرز—بهترین موسیقی و صدا در فیلم |
| ۱۹۹۲ | ویدئوی بنی                | جایزه منتقدان جشنواره فیلم اروپا |
| ۱۹۹۴ | ۷۱ جزء از روزشمار یک شانس | |
| ۱۹۹۷ | بازی‌های مسخره             | نامزد—جشنواره فیلم کن—نخل طلا |
| ۲۰۰۰ | کد مجهول                  | نامزد—جشنواره فیلم کن—نخل طلا |
| ۲۰۰۱ | معلم پیانو                | جشنواره فیلم کن—جایزه بزرگ نامزد—بهترین کارگردان جشنواره فیلم اروپا نامزد—بهترین فیلم‌نامه جشنواره فیلم اروپا |
| ۲۰۰۳ | زمانه گرگ                 | انتخاب شده برای بخش خارج از مسابقه جشنواره فیلم کن |
| ۲۰۰۵ | پنهان                     | جشنواره فیلم کن—جایزه بهترین کارگردان جایزهٔ انجمن منتقدان فیلم شیکاگو نامزد—جشنواره فیلم کن—نخل طلا نامزد— جایزهٔ انجمن منتقدان فیلم لندن |
| ۲۰۰۷ | بازی‌های مسخره             | |
| ۲۰۰۹ | روبان سفید                | جشنواره فیلم کن—نخل طلا جایزهٔ انجمن منتقدان فیلم شیکاگو نامزد—جایزه اسکار بهترین فیلم خارجی‌زبان |
| ۲۰۱۲ | عشق                       | جایزه اسکار بهترین فیلم خارجی‌زبان جایزهٔ انجمن منتقدان فیلم بوستون جشنواره فیلم کن—نخل طلا جایزهٔ انجمن منتقدان فیلم شیکاگو جایزهٔ انجمن منتقدان فیلم دالاس‌فورت وورث جایزهٔ جشنواره بین‌المللی فیلم دوربان جایزهٔ فدراسیون بین‌المللی منتقدان فیلم جایزهٔ هیئت ملی بازبینی فیلم نامزد—جایزه اسکار بهترین فیلم نامزد—جایزه اسکار بهترین کارگردانی نامزد—جایزه اسکار بهترین فیلم‌نامه غیراقتباسی نامزد—انجمن منتقدان فیلم سن دیگو نامزد—جایزه ستلایت |
| ۲۰۱۷ | پایان خوش                 | |